# غدير الخيل
غدير الخيل هومكان غير مأهول، يتبع مدينةسكاكا في منطقة الجوف في المملكة العربية السعودية. وفقاً لإحصاء سنة 2010 فإن المكان يعتبر مهجوراً حيث لا يسكن به أحد.

## المصدر
- دليل الخدمات: منطقة الجوف. مصلحة الاحصاءات العامة والمعلومات، المملكة العربية السعودية.